# غابرييل ديبرو
غابرييل ديبرو ، من مواليد 21 ديسمبر 2005 في غرونوبل ، هو لاعب تنس فرنسي الجنسية .

## سيرة شخصية
في جوان 2022، عندما بلغ ديبرو 16 سنة من عمره، فاز ببطولة رولان جاروس العالمية للناشئين، و انتهت المقابلة بفوزه على البلجيكي جيل أرنو بايلي في الجولة النهائية بنتيجة 6-3 و 7-6. بعد بطولة رولان جاروس جونيورز، بدأ تدريب ديبرو على يد بوريس فاليجو الذي واصل معه التدريب .
في نفس العام، ارتبط مع مواطنه بول إنشاوسبي، ووصل إلى نهائي زوجي الأولاد في ويمبلدون ، لكنه خسر أمام الزوج الأمريكي جورزني ميشيلسن .